# Mario Arteaga
Mario Alberto Arteaga (Guadalajara, 29 novembre 1970) è un ex calciatore messicano, di ruolo attaccante.

## Carriera
Con la nazionale messicana ha preso parte ai Giochi Olimpici del 1992.